# لورآلن، پنسیلوانیا
لورآلن (به انگلیسی: Lower Allen) یک منطقهٔ مسکونی در ایالات متحده آمریکا است که در شهرستان کامبرلند، پنسیلوانیا واقع شده‌است. لورآلن ۵٫۷۸ کیلومتر مربع مساحت و ۶٬۶۹۴ نفر جمعیت دارد و ۱۱۸٫۸۷ متر بالاتر از سطح دریا واقع شده‌است.